# Tragic (Never Let Go)
Tragic (Never Let Go) (englisch für „Tragisch (Niemals loslassen)“) ist ein Lied der deutschen Pop- und Schlagersängerin Vanessa Mai aus dem Jahr 2024, in Zusammenarbeit mit dem polnischen Musiker Tribbs. Das Stück ist die sechste Singleauskopplung aus ihrem zehnten Studioalbum Matrix.

## Entstehung und Artwork
Das Lied wurde von Gastmusiker Mikolaj Trybulec (Tribbs), zusammen mit dem britischen Koautoren Ashley Hicklin, geschrieben. Tribbs zeichnete darüber hinaus auch für die Produktion verantwortlich.
Auf dem Frontcover der Single sind – neben Liedtitel und Interpretenangabe – Vanessa Mai und Tribbs zu sehen. Es zeigt sie nebeneinanderstehend, mit dem Blick zur Kamera gerichtet, vor einem weißen Hintergrund. Während Mai hüftaufwärts, mit angewinkelten Armen, leicht versetzt hinter Tribbs steht, ist dieser lediglich brustaufwärts zu sehen.

## Veröffentlichung und Promotion
Die Erstveröffentlichung von Tragic (Never Let Go) erfolgte als Single am 12. April 2024. Diese erschien als digitaler Einzeltrack zum Download und Streaming bei RCA Records (Katalognummer: 19687198749). Der Vertrieb erfolgte durch Sony Music Entertainment. Am 3. Mai 2024 erschien das Lied als Teil von Mais zehntem Studioalbum Matrix bei Ariola (Katalognummer: 19658890322), dessen sechste Singleauskopplung es ist.
Um die Veröffentlichung der Single zu bewerben, bekamen Mai und Tribbs Unterstützung durch Chiara Tews, die zusammen ein Performancevideo zu Tragic (Never Let Go) drehten und über die sozialen Medien von Tribbs publizierten.

## Hintergrund
Mit Tragic (Never Let Go) erschien erstmals eine englischsprachige Aufnahme auf einem Album von Vanessa Mai sowie als Single. Es handelt sich dabei um die zweite offizielle englische Aufnahme von ihr, zuvor nahm sie für den TV-Sampler Gottschalks große 68er Hits das Lied Everlasting Love von Robert Knight auf.

## Inhalt
Der Liedtext zu Tragic (Never Let Go) ist in englischer Sprache verfasst; der Titel bedeutet ins Deutsche übersetzt „Tragisch (Niemals loslassen)“. Die Musik und der Text wurden gemeinsam von Ashley Hicklin und Tribbs verfasst beziehungsweise komponiert. Musikalisch bewegt sich das Lied im Bereich der elektronischen Musik, stilistisch im Bereich des Hypertechno. Das Tempo beträgt 163 Schläge pro Minute. Die Grundtonart ist c-Moll.
Aufgebaut ist das Lied aus einem Intro, einem Refrain und einem Outro. Es beginnt mit dem Intro, dass als Vierzeiler geschrieben wurde und lediglich den Refrain darstellt. Darauf folgt der eigentliche Refrain, der mit dem zweizeiligen Postchorus ausklingt. Dieser setzt sich aus der sich wiederholenden Zeile „You look so tragic“ (englisch für „Du siehst so tragisch aus“) zusammen. Es folgt nochmals der Refrain ohne Ausklang sowie darauf nochmal der Refrain mit dem Postchorus. Nach dem dritten Refrain endet das Lied mit dem Outro, dass sich ebenfalls aus Teile der Refrains zusammensetzt. Es besteht aus den beiden, sich einmal wiederholenden Zeilen, „Never let, never let, never let“ (englisch für „Lass niemals, lass niemals, lass niemals“) und „You look so tragic“. Der Gesang während des gesamten Liedes stammt nur von Mai, Tribbs wirkte lediglich an der Studioarbeit mit.
| „Never let go, say you’ll never let go. Pick me up, when I fall, baby, you look so tragic. Tip of your tongue sayin’ that I am the one. Drink me like I’m petrole, baby, you look so, so, so…“ – Refrain, Originalauszug | „Lass niemals los, sag, dass du niemals loslassen wirst. Hebe mich auf, wenn ich falle; Liebling, du siehst so tragisch aus. Auf deiner Zunge liegt der Gedanke, dass ich die Richtige bin. Trink mich, als wäre ich Benzin; Liebling, du siehst so, so, so…“ – Refrain, Übersetzung |

## Mitwirkende
| Liedproduktion - Ashley Hicklin: Komposition, Liedtext, Musikproduktion - Vanessa Mai: Gesang - Mikolaj Trybulec (Tribbs): Komposition, Liedtext | Unternehmen - Ariola: Musiklabel - RCA Records: Musiklabel - Sony Music Entertainment: Vertrieb |

## Rezensionen
Dominik Lippe von laut.de vergab für das Album Matrix zwei von fünf Sternen. Auf der musikalischen Seite lasse sich das Album als vorsichtige Weiterentwicklung verbuchen. Er ist der Meinung, dass der befürchtete Igel-Wahnsinn sich nur Bahn breche, wenn die aus Finchs Dorfdisko bekannten HBz (Pink) oder Tribbs (Tragic (Never Let Go)) ins Spiel kämen.